# エル・アルト国際空港
エル・アルト国際空港（西: Aeropuerto Internacional de El Alto、英: El Alto International Airport）は、ボリビアの中心都市ラパス（憲法上の首都はスクレ）近郊のエル・アルトにある国際空港。

## 概要
1925年に新設空軍のための基地として建設されたもので、現在もボリビア空軍が運営し軍民共用となっている。
世界最高標高の国際空港。標高4,000メートルを越す位置にあり、酸素濃度が薄くエンジンの燃焼効率、翼の揚力発生能力が低下するため、大型機でも離陸時に充分な加速が得られ、着陸時も安全な速度が維持できるようボリビア国内で唯一4,000メートルの滑走路を有している。
日本政府からの政府開発援助(平成6～8年度無償資金協力)により着陸援助施設、管制施設、通信施設、照明施設、電源施設等の機材整備、管制塔の建設、滑走路の整備が行われ、1997年3月に引き渡し式が行われた。

## 就航機材
上述の通り、標高4,000メートルを越す高地であるため、平地に比べて十分な揚力が得られない。このため最大離陸重量が低くなり、よって積載できる燃料の量が制限されるため、ラパスから無経由での長距離便運航はできない。現在運行されている機材は主にボーイング737系、エアバスA320系の短距離・中距離用機材で、大型機材はボーイング767系、DC-10のみである。過去にはルフトハンザ航空がボーイング747（サンタ・クルス経由で）就航していた時期もある。
小型ジェット機でも燃料・乗客を満載した状態での離陸は危険とされるため、ラパスを起点・経由地にする南米中距離便や北米・欧州長距離便は乗客や燃料をラパスでは満載せず、標高が低いサンタ・クルスのビルビル国際空港を経由した上で乗客、貨物、燃料の満載を行う。

## 空港施設
- 無料駐車場、有料駐車場
- 各種売店
- 免税店
- カフェテリア
- 医務室

重度の高山病患者のための酸素ボンベが用意されている。また、各航空会社とも利用客向けに酸素ボンベを用意している。

## アクセス
ラパス市内（地形的に約500m低い位置にある峡谷盆地）へは、すり鉢を螺旋状に下る高速道路を使い約30分で結ばれている。路線バスやタクシーを使うのが一般的である。

## 就航路線
| 航空会社         | 就航地                                                                                                   |
| ---------------- | --- |
| ボリビアーナ航空 | コビハ、コチャバンバ、サンタ・クルス・デ・ラ・シエラ/ビルビル                                            |
| アマソナス航空   | ルレナバケ、サンタ・クルス・デ・ラ・シエラ/ビルビル、スクレ、タリハ、トリニダード、ウユニ 国際線: クスコ |
| エコジェット航空 | コビハ、コチャバンバ、リベラルタ、トリニダード                                                           |
| LATAM ペルー     | リマ |
| LATAM チリ       | サンティアゴ                                                                                             |
| アビアンカ航空   | ボゴタ、ワシントンD.C.（ボゴタ経由）                                                                     |

## 就航都市

### 国内線
- ボリビア : トリニダ、ルレナバケ（英語版）、サンタ・クルス・デ・ラ・シエラ、スクレ、タリハ、ウユニ、コビハ、コチャバンバ、リベラルタ、サンタ・クルス・デ・ラ・シエラ

### 国際線
- 南アメリカ
  -  ペルー : リマ、アレキパ、クスコ
  -  チリ : サンティアゴ、イキケ、アリカ
  -  アルゼンチン : ブエノスアイレス
  -  コロンビア : ボゴタ
- 北アメリカ
  -  アメリカ合衆国 : マイアミ、ワシントンD.C.